# Fuchsia procumbens
Fuchsia procumbens är en dunörtsväxtart som beskrevs av R. Cunn.. Fuchsia procumbens ingår i släktet fuchsior, och familjen dunörtsväxter. Inga underarter finns listade i Catalogue of Life.

## Bildgalleri

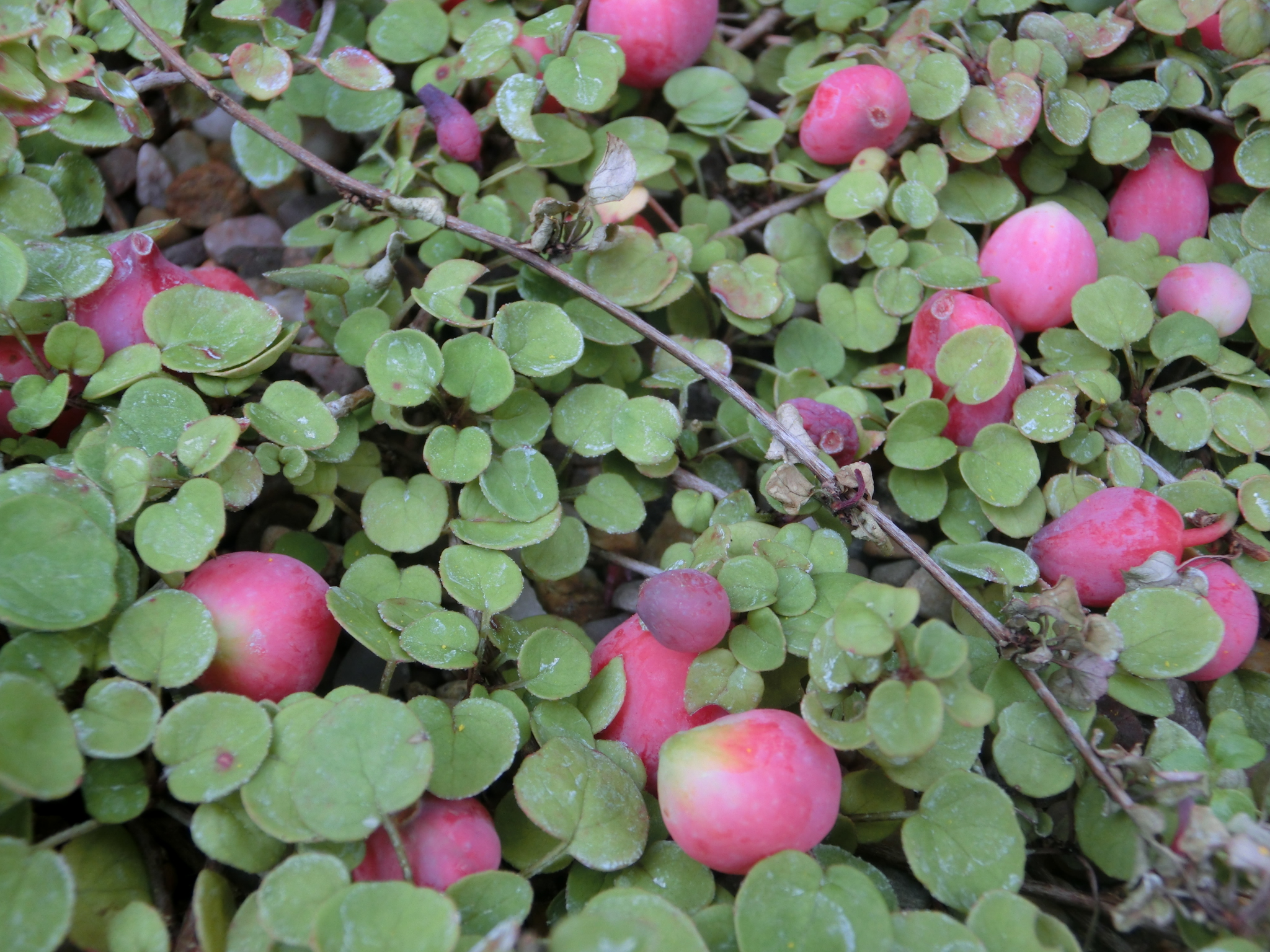
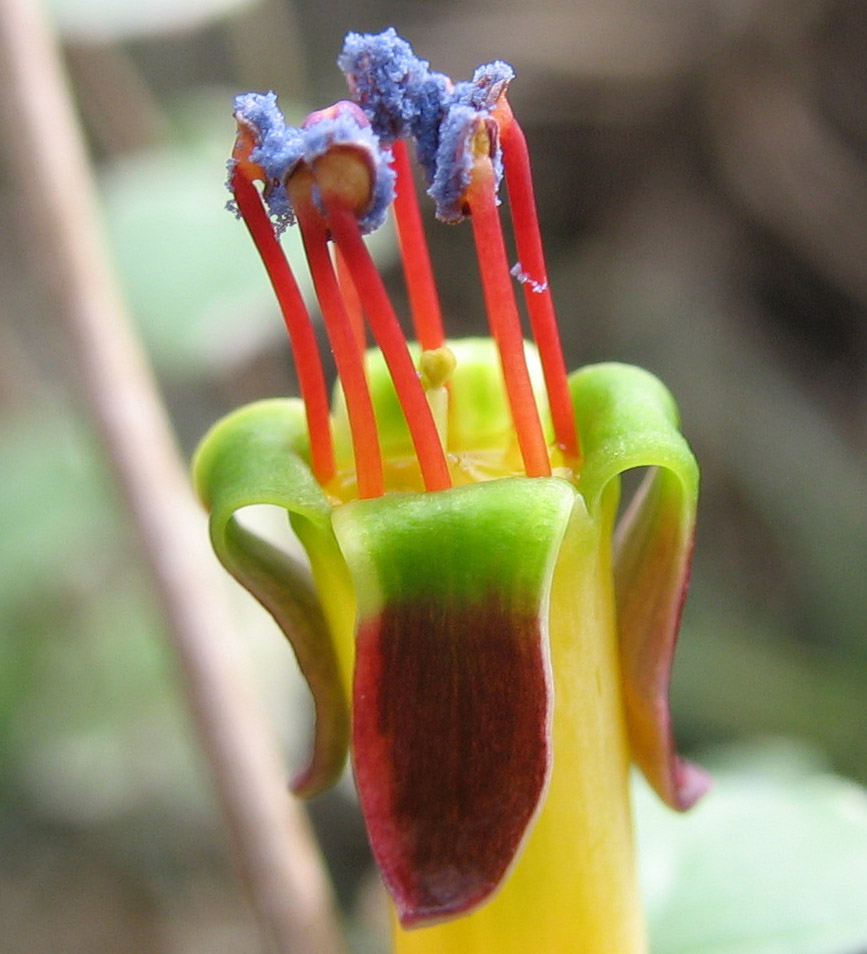
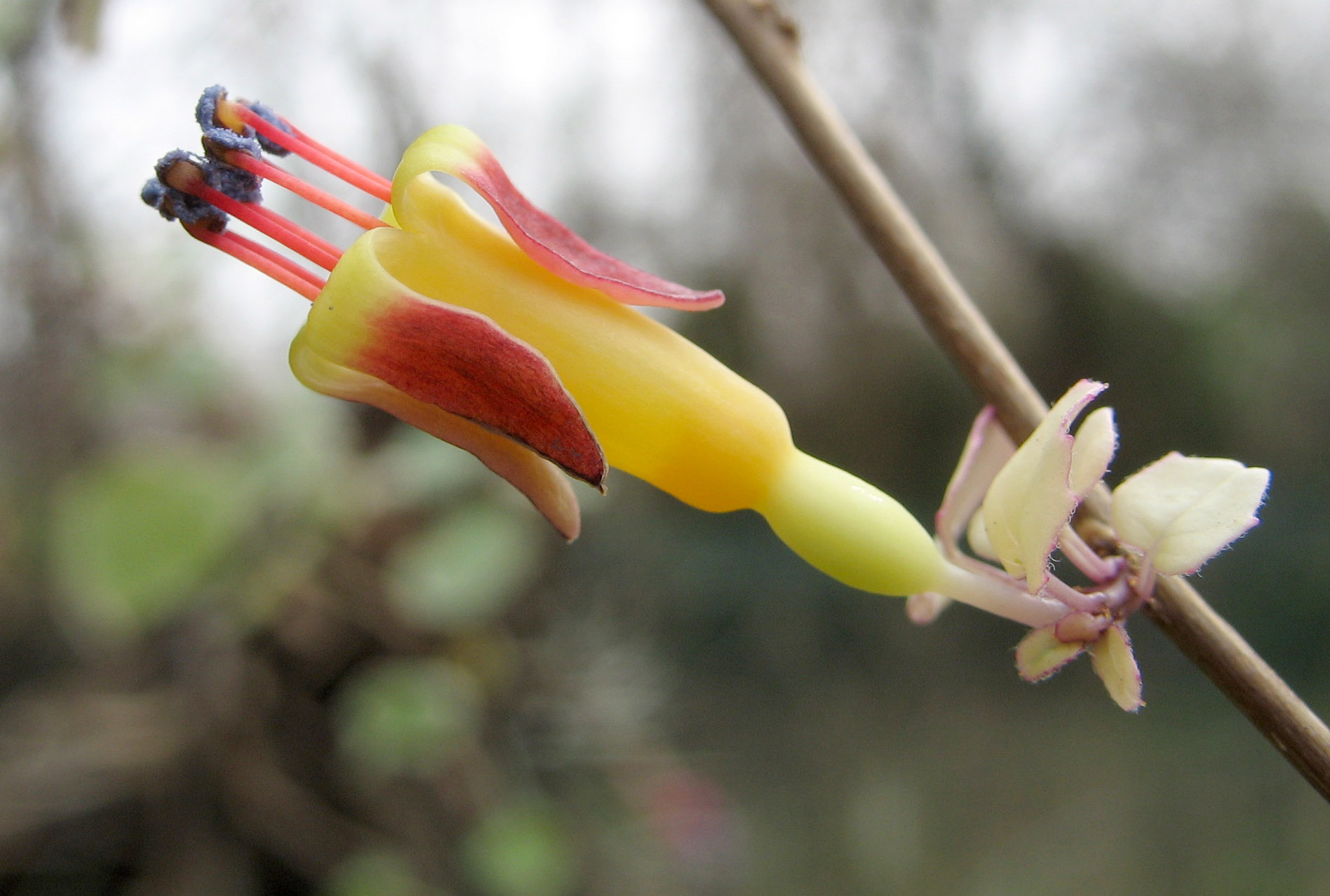
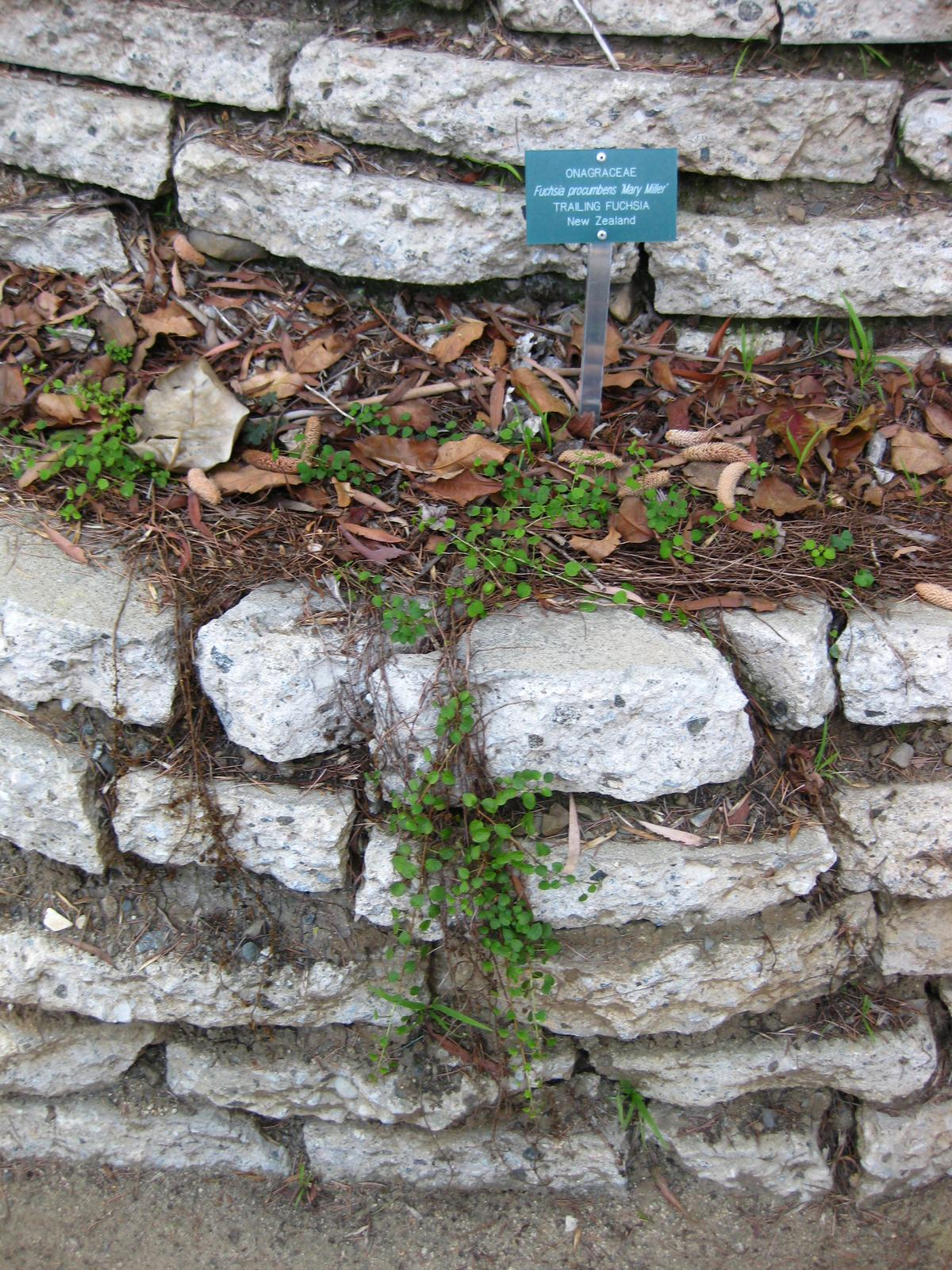